# Courchevel
Courchevel – gmina oraz kurort narciarski we Francji, w regionie Owernia-Rodan-Alpy, w departamencie Sabaudia. W 2013 roku liczba ludności wynosiła 2432 mieszkańców.
Gmina została utworzona 1 stycznia 2017 roku z połączenia dwóch ówczesnych gmin: La Perrière oraz Saint-Bon-Tarentaise. Siedzibą gminy została miejscowość Saint-Bon-Tarentaise.

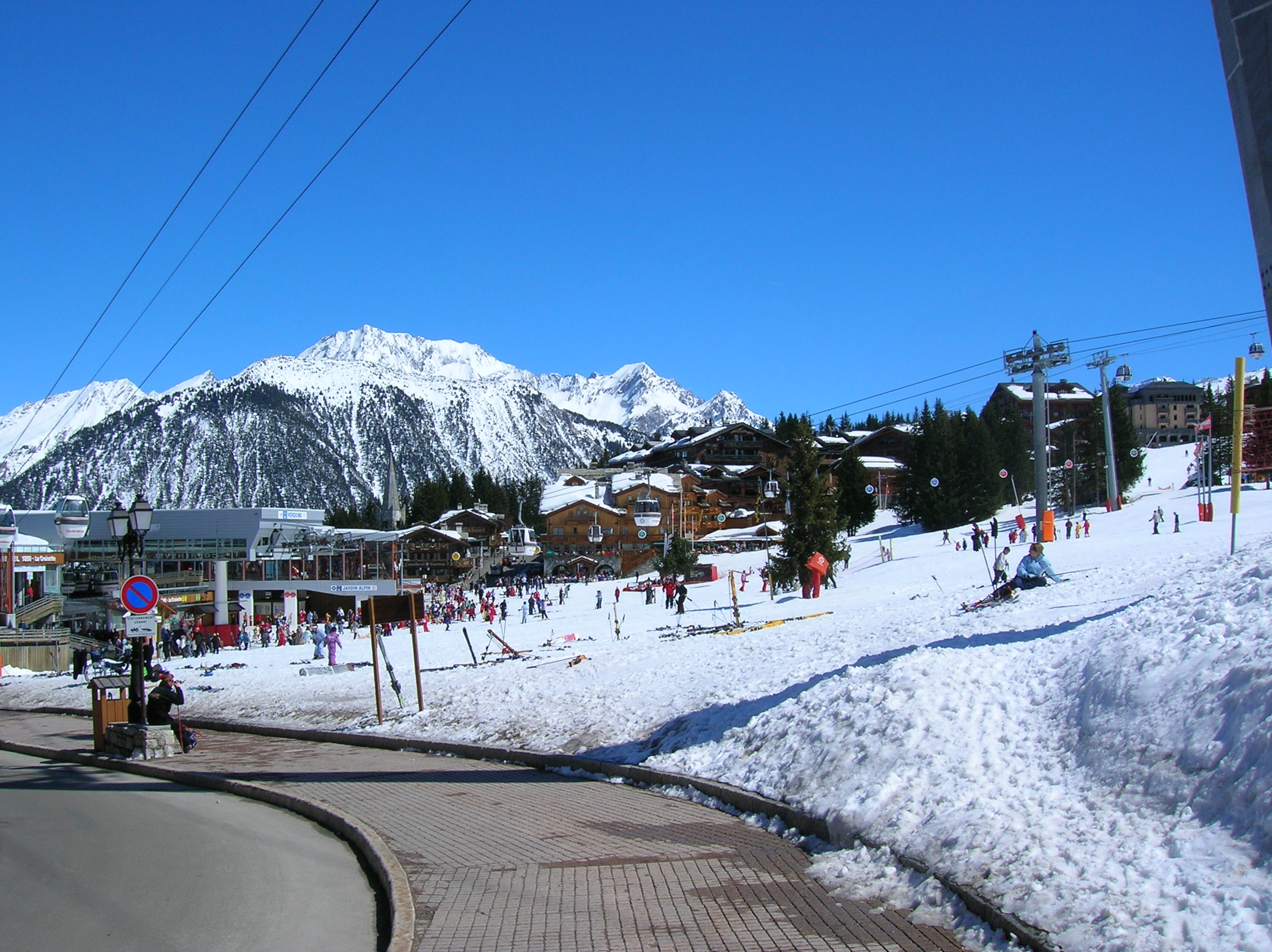
Dolna stacja Courchevel

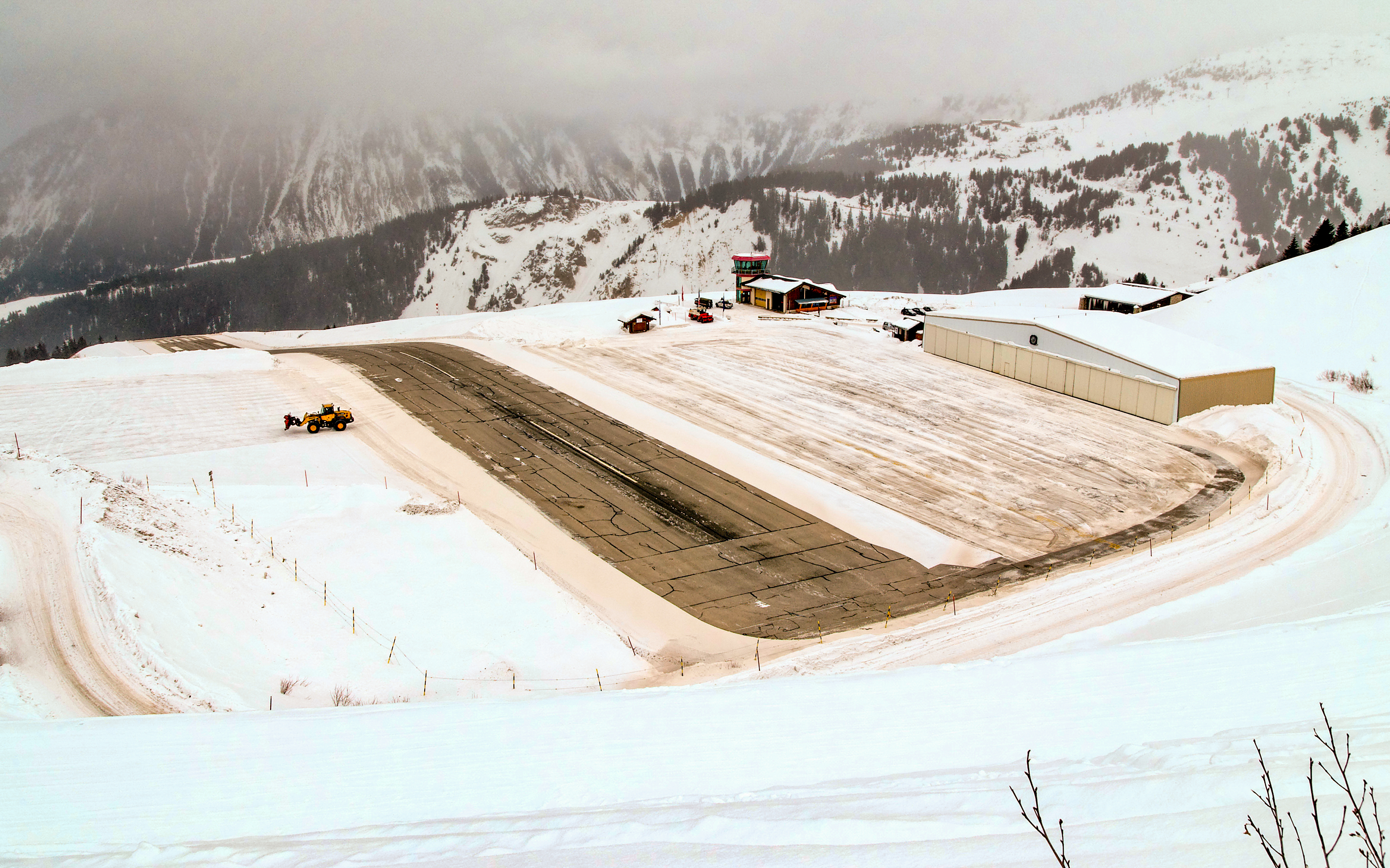
Lotnisko w Courchevel

Kurort w Courchevel składa się z pięciu odrębnych miejscowości: Saint-Bon-Tarentaise, Le Praz, Courchevel 1550, Courchevel 1650 oraz z Courchevel 1850. Courchevel jest częścią trzech dolin i sąsiaduje z ośrodkami w Meribel, Val Thorens i Les Menuires. Jest to największy obszar narciarski na świecie połączony w jedną całość.
W sezonie Courchevel przyjmuje około 32 tysiące turystów (40% Brytyjczyków, 30% Francuzów, 15% Rosjan i 15% z reszty świata). 90% hoteli ma bezpośredni dostęp do stoków narciarskich. Najwyższa stacja narciarska znajduje się na wysokości 2738 metrów na górze Saulire.
Courchevel również ma małe lotnisko umiejscowione u podnóży góry Saulire na wysokości 2006 metrów, z pasem startowym o długości 537 m. Należy ono do dziesięciu najbardziej ekstremalnych lotnisk świata
W kurorcie funkcjonuje bezpłatny autobus między poszczególnymi miejscowościami Courchevel (1850, 1650, 1550, Le Praz i Saint-Bon).

## Historia
Ośrodek powstał w 1946 roku utworzony przez urbanistę Laurenta Chappisa i inżyniera Maurice Michaud, pod kierownictwem Rady Generalnej Sabaudii.
Rada Generalna Sabaudii miała ambicje, aby ośrodek narciarski był dostępny dla wszystkich grup narciarzy. Politycy Pierre Cot i Pierre de la Gontrie nadzorowali budowę tej stacji i zabiegali, aby lokalni  mieszkańcy zapoczątkowali  turystyczne wykorzystanie swoich domów.
Początkowo w stacji zostało otwarte biuro turystyczne dla zwykłego turysty. W rzeczywistości biuro to miało przyciągać ludzi biznesu, polityków i robi to do dziś. Courchevel 1850 jest obecnie mekką narciarstwa dla zamożnych przedsiębiorców i innych przedstawicieli elity.
Od połowy lat 90. XX-wieku Courchevel stało się ośrodkiem turystycznym dla oligarchów z Rosji z dużymi zasobami finansowymi.
Kurort Courchevel jest własnością przedsiębiorstwa usługowego Meribel-Mottaret, które zarządza ośrodkiem. Rada Generalna Sabaudii jest większościowym udziałowcem tego przedsiębiorstwa.

## Znane obiekty w Courchevel
Courchevel jest jednym z największych regionów narciarskich na świecie i szczyci się kilkoma słynnymi trasami. Są to:
- La Combe de la Saulire: najbardziej znana trasa narciarska w stacji, bardzo szeroka, z oznaczeniem jako trasa czerwona, przeznaczona głównie dla doświadczonych narciarzy. Trasa ma homologację FIS i często gości zawody Pucharu Europy w narciarstwie alpejskim,
- Le Grand Couloir: żleb przeznaczony do uprawiania skialpinizmu i freeride'u,
- John White: była trasa Pucharu Świata słynąca z dużych prędkości i pojedynczych drzew na trasie,
- Bellecôte: graniczy z hotelem i luksusowymi domkami,
- Cospillot: spokojna dzielnica znajdująca się w lesie z luksusowymi domami,
- Tremplin Le Praz: skocznie narciarskie o punkcie K-125 i K-90, wybudowane w 1970 roku. Odbywały się na nich zawody w skokach narciarskich w ramach Zimowych Igrzysk Olimpijskich w Albertville.

## Stacje Narciarskie

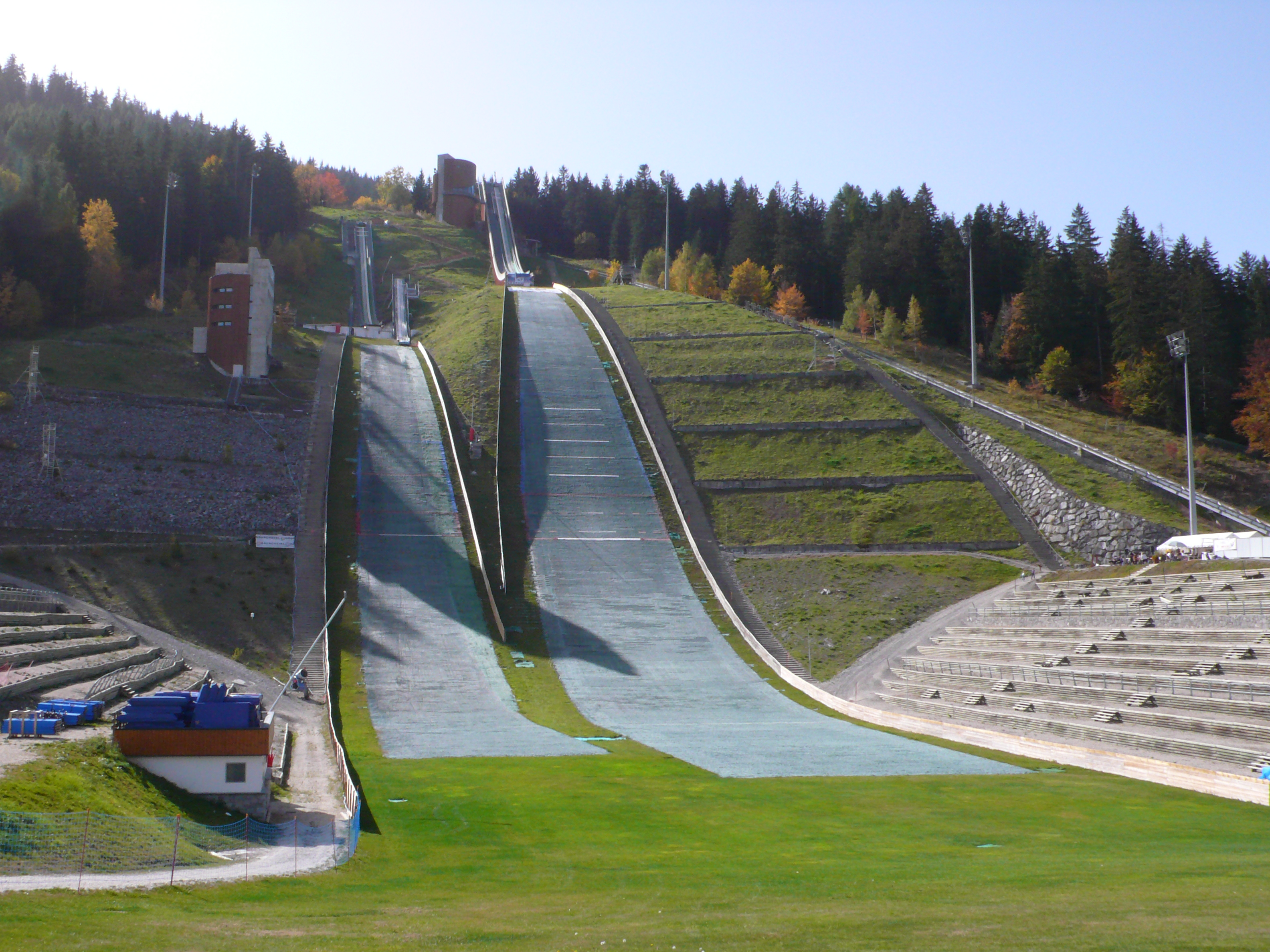
Skocznie olimpijskie

### Le Praz
Le Praz to małe miasteczko położone na płaskowyżu pod lasem Courchevel. Malowniczo położone z widokiem na szczyt Grand Bec. W miasteczku tym znajduje się skocznia olimpijska Tremplin Le Praz, na której co roku odbywa się Letnie Grand Prix w skokach narciarskich.

### Courchevel 1550

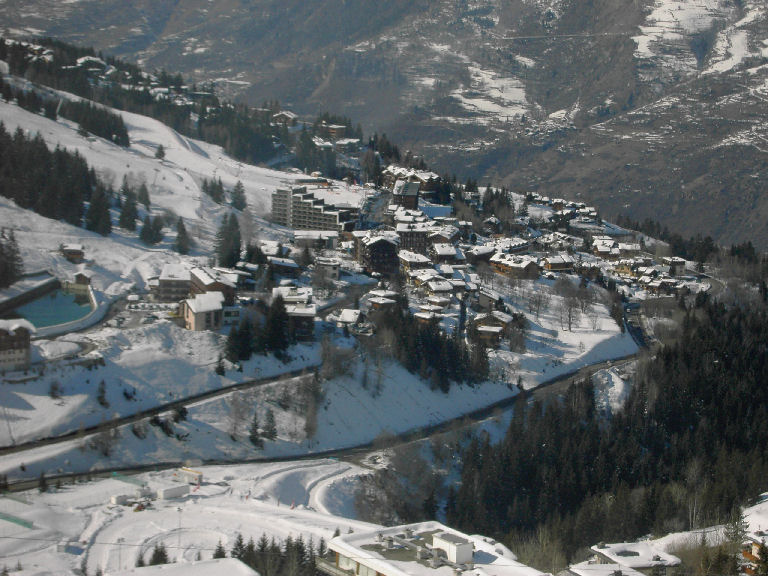
Stacja Courchevel 1550

Pierwotnie nazwana "Courchevel" nazwa ta została rozszerzona o wysokość, na jakiej się znajduje. Courchevel 1550 znajduje się około 260 m niżej od Courchevel 1850, miejscowości te są połączone szeroką nartostradą niebieską Tovets. Courchevel 1550 jest wioską, z której można szybko dostać się do stacji narciarskiej Courchevel 1850 za pomocą wyciągu krzesełkowego Tovets i gondolą Grangettes lub bezpłatnym autobusem. Natomiast z Courchevel 1850 do Courchevel 1550 można szybko dostać się za pomocą toru saneczkowego.

### Courchevel 1650
Zwana również jako Moriond z przydomkiem "The Sun", stacja narciarska o konfiguracji zwanej "dolina w dolinie". Stacja ta jest najtańsza ze wszystkich stacji w całym kurorcie Courchevel. Była pierwszą stacją narciarską oddaną do użytku,  wybudowano ją w 1946 roku.

### Courchevel 1850

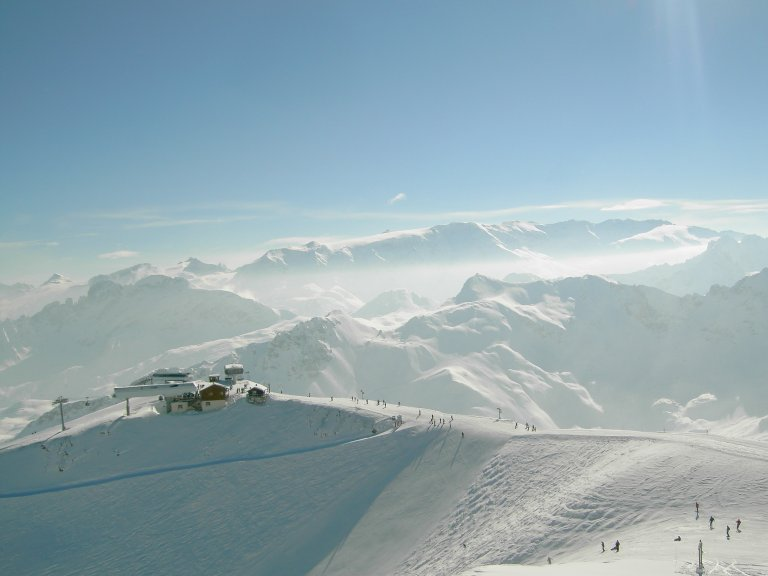
Szczyt Saulire

Najwyżej położona stacja narciarska w całym kurorcie, o największym i najbardziej zróżnicowanym terenie narciarskim. Ma trasy bardzo łatwe, a także ekstremalnie trudne. Stacja posiada także trasę do skicrossu i snowcrossu. Na dwa główne szczyty Vizelle i Saulire kursują kolejki gondolowe Vizelle i Saulire.
Każdego roku latem i zimą odbywa się tu międzynarodowy festiwal sztucznych ogni i fajerwerków, podczas którego pirotechnicy z 4 krajów rywalizują ze sobą o miano najlepszego pokazu pirotechnicznego. Zwycięzcę wybiera jury.
Stacja ta ma też dziewięciodołkowe pole golfowe.
Nieruchomości w kurorcie są najdroższe we Francji. W 2007 roku średni koszt jednego metra kwadratowego był wyceniany na 15 tysięcy euro. W Courchevel hotel 3-gwiazdkowy jest tak drogi, jak niektóre luksusowe hotele w Paryżu. Courchevel 1850 jest często nazywane schroniskiem dla miliarderów. Stacja w swojej ofercie ma pięć 4-gwiazdkowych hoteli oraz 5 pięciogwiazdkowych superluksusowych hoteli, to absolutny światowy rekord, jak na górską miejscowość.
Ogólnie rzec biorąc, cały kurort w Courchevel ma 150 km tras narciarskich obsługiwanych przez 62 wyciągi narciarskie, zdolne przewieść ponad 70 tysięcy narciarzy na godzinę. W kurorcie są także trasy do narciarstwa biegowego o łącznej długości 90 km.

## Hotele
Courchevel ma do zaoferowania aż dziewięć superluksusowych hoteli 4-5-gwiazdkowych są to: The Cranberries, Annapurna, Le Cheval Blanc, Kilimandżaro, Le Le Lana Melezin La Sivolière Le Strato oraz kilka apartamentów Potinière. Wszystkie są zlokalizowane w stacji Courchevel 1850.

## Sport

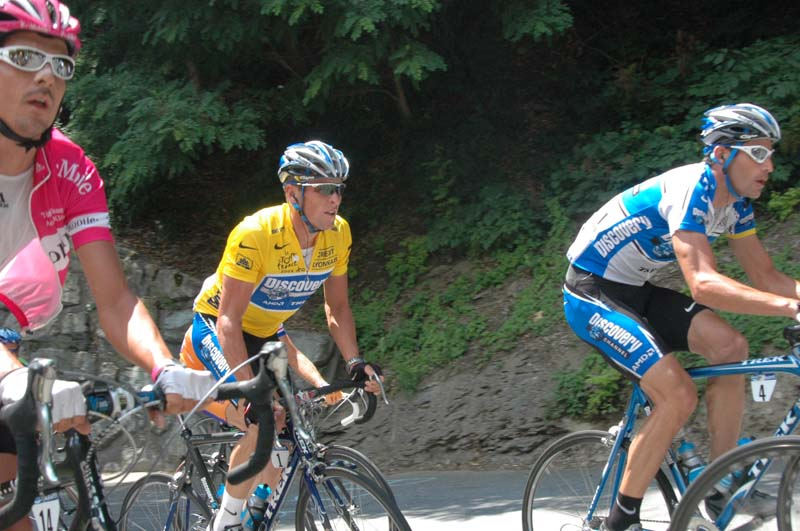
George Hincapie i Lance Armstrong na trasie TdF 2005

### Tour de France
Courchevel gościło trzykrotnie metę Tour de France. W 1997 roku wygrał Richard Virenque przed Janem Ullrichem. W 2000 roku zwyciężył Włoch Marco Pantani, a w 2005 roku  zwycięzcą został Hiszpan Alejandro Valverde.

### Sporty zimowe
Courchevel jest regularnie gospodarzem zawodów Pucharu Europy w narciarstwie alpejskim. 21 grudnia 2010 roku kurort był gospodarzem Pucharu Świata w narciarstwie alpejskim kobiet, został tu rozegrany slalom. Zawody odbyły się po raz pierwszy od prawie 40 lat.
Dzięki skoczniom narciarskim (K25, K60, K90 i K125) Courchevel co roku organizuje Letnie Grand Prix w skokach narciarskich i Letnie Grand Prix kobiet w skokach narciarskich oraz mistrzostwa Francji w skokach narciarskich. Na tym kompleksie w 1992 roku odbywały się zawody w ramach Zimowych Igrzysk Olimpijskich w Albertville.
Na olimpijskim lodowisku co 2 lata rozgrywane są zawody w ramach Letniego Grand Prix Juniorów w łyżwiarstwie figurowym. Na lodowisku tym co rok jest rozgrywany pokazowy turniej hokeja na lodzie.

### Klub sportowy
Klub Sportowy Courchevel pozwala młodym sportowcom na korzystanie z terenów narciarskich i umożłiwia konkurowanie z innymi narciarzami w różnych dyscyplinach. Klub ma 3 sekcje: Narciarstwo alpejskie, Biegi narciarskie i Skoki narciarskie.
Klub ten wychował takich zawodników jak: Nicolas Dessum, Jack White, Claude Perrot czy Chloe Georges. Obecnie do klubu należą: narciarze alpejscy Anne-Sophie Barthet, Taïna Barioz, Alexis Pinturault oraz Nicolas Mayer skoczek narciarski. Wraz z Madesimo (ITA), Saas-Fee (SUI), Oberstdorf (GER) i Schruns (AUT), Courchevel corocznie organizuje Jugend Cup.